# Kuća stogodišnjice
Kuća stogodišnjice (tal. Casa del Centenario) bila je kuća bogatog stanovnika Pompeja, sačuvana erupcijom Vezuva 79. godine. Kuća je otkrivena 1879., a svoje je današnje ime dobila kako bi obilježila 18. stogodišnjicu katastrofe. Izgrađena sredinom 2. stoljeća pr. Kr., jedna je od najvećih kuća u gradu, s privatnim kupatilima, nimfejem, ribnjakom (piscina), i dva atrija. Kuća je doživjela preuređenje oko 15. godine nove ere, kada su dodani kupališni kompleks i bazen. Posljednjih godina prije erupcije nekoliko je prostorija opsežno preuređeno brojnim slikama.
Iako identitet vlasnika kuće nije siguran, izneseni su argumenti za Aula Rustija Vera ili Tiberija Klaudija Vera, obojicu lokalnih političara.
Među raznolikim slikama sačuvanim u Kući stogodišnjice je najraniji poznati prikaz Vezuva, kao i eksplicitne erotske scene u prostoriji koja je možda dizajnirana kao privatni "seks klub".

## Značajke
Za potrebe arheološkog i povijesnog proučavanja, Pompeji su podijeljeni u devet regija, od kojih svaka sadrži numerirane blokove (insulae). Unutar bloka, vrata su numerirana u smjeru kazaljke na satu ili obrnuto; Stota obljetnica označena je brojem IX.8.3–6. Pripada luksuznom "sedrenom" razdoblju pompejske arhitekture, koje karakterizira korištenje sitnozrnate sive vulkanske sedre koja je vađena oko Nucerije.
Od dva atrija, veći vodi do najuređenijih soba. Manji atrij mogao je biti za privatnu obitelj i pristup posluzi. Triklinij ili blagovaonica bila je smještena tako da je počasni gost mogao vidjeti zatvoreni vrt. Sama blagovaonica bila je ukrašena okomitim stabljikama ispletenim viticama na kojima sjede ptice, au pločama između njih nalazili su se svijećnjaci ukrašeni lišćem. Kuća je imala svoju pekaru koja se nalazila u podrumu ispod prostorija za poslugu na zapadnoj strani.
Grafit u zahodu koristi rijetku riječ cacaturit ("želi srati") koja se također jednom nalazi u epigramima Marcijala. Drugi bilježi težnju roba za slobodom: "Officiosus je pobjegao 6. studenog u konzulatu Druza Cezara i M. Junija Silana " (15. AD).
Pretpostavlja se da je jedna soba na osami (pod brojem 43), koja je bila ukrašena eksplicitnim scenama žensko-muškog odnosa, funkcionirala kao privatni "seks klub". Gosti bi ulazili u manji, privatniji atrij, zatim prolazili niz hodnik i kroz triklinij i predvorje kako bi došli do njega. Nekoliko sličnih prostorija u pompejanskim kućama sugerira da je namjera bila stvoriti ambijent bordela u domu, za zabave na kojima su sudionici imali uloge prostitutki ili klijenata ili za koje su angažirane prave prostitutke da zabavljaju goste. Mali otvor neobično smješten u zidu možda je bio otvor za voajerizam. Drugi znanstvenici kategoriziraju sobu 43 jednostavno kao spavaću sobu (kubikul), koja je često sadržavala erotske slike, i smatraju da je nepotrebno zaključiti da je tamo gostima bila ponuđena seksualna zabava.

## Umjetnost
Kuća stogodišnjice poznata je po svojoj velikoj i raznolikoj kolekciji slika u Trećem i Četvrtom Pompejanskom stilu. Vrtni nimfej posebno je bogat primjer spajanja slikarstva s arhitektonskim elementima u stvaranju ambijenta ladanjske vile. Vodeno tijelo ispunjeno raznim ribama i morskim životinjama bilo je "dramatično" naslikano na parapetu koji je okruživao četiri zida nimfeja; nekoliko je vrsta predstavljeno dovoljno točno za identifikaciju. Donji dio zida oslikan je tako da izgleda kao balustrada na kojoj raste bršljan, a ispod njega ptice i gušteri. Fontane sa bazama sfinge naslikane su unutar vrtnih scena sa strane, a zid oko ulaza prikazuje parkove za divljač; u prvom planu je prava fontana, s lažnom završnom obradom koja izgleda poput rijetkog mramora, iz koje bi voda tekla niz razine u bazen. Ispod stepenica i iznad vrtnog bazena nalazila se slika riječnog boga okrunjenog trskom, koja se više nije vidjela. Kompozicija je okarakterizirana kao "groteskni potpourri", skup elemenata poželjnih jer predstavljaju način života ladanjske vile. Ovdje i u slično uređenim prostorima u Pompejima, vlasniku je stalo do isticanja veličine i količine, a ne do skladne cjeline.
Prostorija sjeverno od peristila sadržavala je nježni bršljan i stiliziranu cvjetnu lozu kao ukras. Patke i lotosovo lišće također se pojavljuju zajedno kao ukrasni motivi. Grožđe i vinogradarstvo pojavljuju se u cijeloj kući, kao u sceni Kupida koji bere grožđe. Slike lova djelo je pompejskog slikara Lucija.

### Mitološke slike
Mitološki subjekti uključuju Tezeja kao pobjednika nad Minotaurom, Hermafrodita i Silena, Herkula i Telefa, te Oresta i Pilada prije Thoasa. U drugoj sobi nalaze se Selene i Endymion, Venus Piscatrix ("Venera ribarica") i "plutajuće nimfe".

#### Bakho i Vezuv
Slika u kućnom larariju, svetištu kućnih bogova Lara, prikazuje Vezuv kako je možda izgledao prije erupcije, s jednim vrhom obraslim vinogradom umjesto današnjeg profila s dva vrha. Iako neki znanstvenici odbacuju hipotezu o jednom vrhu, slika se općenito smatra najranijim poznatim prikazom vulkana, čak i ako se ne bi trebala uzeti kao zapis o tome kako je Vezuv zapravo izgledao.

Literarni izvori također opisuju Vezuv kao prekriven vinovom lozom prije erupcije. Plutarh kaže da je na njemu rasla vinova loza u 1. stoljeću prije Krista, kada su se ondje sklonili Spartak i njegovi drugovi robovi i posjekli ih kako bi napravili ljestve od užeta. Opis pjesnika Marcijala evocira sliku koja prikazuje vinovu lozu na obroncima u peterokučnom rasporedu:
Ovdje je Vezuv zasjenjen zelenom lozom; ovdje je plemenito grožđe ispuštalo svoje sokove u bačvama: to su grebeni koje je Bacchus volio više od brda Nyse . 
Neobičan prikaz Bakhusa daje mu tijelo sastavljeno od grožđa, koje može predstavljati ili sortu Aminaea koja se uzgaja na tom području ili istoimeni Pompeianum. Nosi tirs i ima panteru pod nogama. U prvom planu je zmija s krijestom i bradom koja utjelovljuje Agathodaemona ili Genija.

### Kazališne aluzije
Za neke od mitoloških slika, uključujući jednu Medeju, smatra se da predstavljaju scene iz kazališta. Slika Herkula može biti scena iz Herkulovog Furensa Seneke ili Euripida; druge figure bi stoga bile Amfitrion, Megara i Lik. Scena iz Ifigenije u Tauridi prikazuje Pilada, Oresta i Ifigeniju.
Još jedna kazališna referenca nalazi se u grafitu naškrabanom na zidu između tepidarija (kupka koja se održava na ugodno toploj temperaturi) i kaldarija (okruženje više nalik na parnu kupelj). Čitajući histrionica Actica, "Actica pantomima," izraz je protumačen kao zapis zaljubljenosti obožavatelja, a možda i pokazatelj da je kuća bila domaćin predstavama kazališnih trupa.

### Erotske scene
Pompejske spavaće sobe nerijetko su bile ukrašene prizorima koji su upućivali na vođenje ljubavi, ponekad eksplicitno ljudskim, a ponekad aluzivnim i mitološkim.
Jedna spavaća soba u kući stogodišnjice sadrži par scena koje se odnose na ljubavne veze između smrtnika i božanstva: Selene i Endymion, te Kasandra s lovorovom granom koja simbolizira njezino odbacivanje Apolona kao ljubavnika i njegovu osvetu. "Seks klub" ima oboje: krasi ga slika Herkula okruženog amorinima, kao i dvije "pornografske" scene (symplegma) slične onima u bordelima. Rimska "pornografija" (doslovno "prikaz prostitutki") usredotočuje se na ljudske figure u svakodnevnom okruženju, često s detaljnom i realističnom posteljinom.
Obje pornografske slike u sobi 43 prikazuju ženu na muškarcu, jednu okrenutu prema njemu, a drugu u manje uobičajenom položaju "obrnute uspravne Venere", okrenutu od muškarca. Na prethodnoj slici obje su figure gole, osim što su ženske grudi prekrivene "grudnjakom" bez naramenica (strophium) ; čak i u najeksplicitnijim prikazima spolnih činova u rimskoj umjetnosti, žena često nosi strophium. Rjeđi položaj "obrnute uspravne Venere" češće se nalazi u scenama smještenim u nilotski Egipat.

## Daljnje čitanje
- Lawrence Richardson, Pompeji: Povijest arhitekture (Johns Hopkins University Press, 1997.), str. 126–127.